# 克萊爾·瓦贊
克萊爾·瓦贊（法語：Claire Voisin，1962年3月4日—），法國數學家，研究代數幾何。

## 生平
瓦贊就讀於法國高等師範學院，受阿諾·博維爾指導在1986年獲得博士。她24歲成為法國國家科學研究中心研究員，現為巴黎第六大學朱西厄數學研究院高級研究員，1996年曾任羅馬的薩皮恩扎大學客席教授。
瓦贊研究複代數幾何，包括克勒流形、代數簇的霍奇結構變形、鏡對稱。她分兩冊出版的霍奇理論教材已成經典作品。她解決了小平問題和格林猜想這兩個許久未解的代數幾何難題。
瓦贊在1992年獲得歐洲數學學會獎，1996年獲Servant獎，2003年獲法蘭西科學院的索菲·熱爾曼獎，2007年獲露絲·蕾特·薩特數學獎，2008年獲克萊研究獎。她在1988年和2006年先後獲得法國國家科學研究中心銅獎和銀獎。2017年获得邵逸夫奖，2024年获克拉福德奖。
克萊爾·瓦贊已婚，有五名子女。

## 著作
- Hodge Theory and complex algebraic geometry. 兩冊, Cambridge University Press (Cambridge Studies in Advanced Mathematics), 2002, 2003, 上冊, ISBN 0521718015, 下冊, ISBN 0521718023.
- Mirror Symmetry. AMS 1999, ISBN 082181947X.
- Variations of Hodge Structure on Calabi Yau Threefolds. Edizioni Scuola Normale Superiore, 2007.

## 附註
1. ↑  On the homotopy types of compact Kähler and complex projective manifolds. Inventiones Mathematicae（英语：Inventiones Mathematicae）, Bd.157, 2004, S.329-343
2. ↑  Green's canonical syzygy conjecture for generic curves of odd genus. Compositio Mathematica, Bd.141, 2005, S.1163-1190. Green's generic syzygy conjecture for curves of even genus lying on a {\displaystyle K3} surface. Journal of the European Mathematical Society, Bd.4, 2002, S.363-404

## 外部連結
- （法文）朱西厄研究院上的個人網頁 （页面存档备份，存于）
- 克萊爾·瓦贊在數學譜系計畫的資料。
- （英文）Satter獎網頁 （页面存档备份，存于）
- （法文）CNRS網頁 （页面存档备份，存于）
- （英文）克萊研究獎網頁 （页面存档备份，存于）